# Открытый чемпионат Уханя по теннису 2016
Открытый чемпионат Уханя 2016 — 3-й розыгрыш ежегодного профессионального теннисного турнира среди женщин, проводящегося в китайском городе Ухань и являющегося частью тура WTA в рамках серии Premier 5.
В 2016 году турнир прошёл с 25 сентября по 1 октября. Соревнование продолжало восточноазиатскую серию хардовых турниров, расположенную в календаре между Открытым чемпионатом США и Финалом тура WTA.
Прошлогодние победительницы:
- в одиночном разряде —  Винус Уильямс
- в парном разряде —  Саня Мирза и  Мартина Хингис

## Общая информация
Одиночный турнир собрал девять представительниц топ-10 мирового рейтинга, а возглавила это список первая ракетка мира на тот момент Анжелика Кербер. Немецкая теннисистка в третьем раунде встретилась с чемпионкой турнира 2014 года Петрой Квитовой (№ 14 посева) и проиграла ей. Прошлогодняя победительница Винус Уильямс защищала свой титул под шестым номером посева, однако в третьем раунде она проиграла № 9 посева Светлане Кузнецовой. По итогу титул в финале разыграли Петра Квитова из верхней части сетки и Доминика Цибулкова № 10 посева из нижней. Сильнее оказалась чешка Квитова, которая выиграла второй из трёх розыгрышей турнира в Ухане. В основной сетке турнира приняли участие пять представительниц России. Дальше всех из них прошла Светлана Кузнецова, которая добралась до полуфинала, где проиграла Цибулковой.
Парный приз достался пятым номерам посева Бетани Маттек-Сандс и Луции Шафаржовой, которые в финале обыграли третью сеянную пару Саня Мирза и Барбора Стрыцова. Мирза второй год подряд сыграла в решающем матче. В прошлом сезоне она выиграла местный турнир в команде с Мартиной Хингис. Швейцарка также участвовала в этом розыгрыше турнира в дуэте с Коко Вандевеге, но они закончили своё выступления во втором раунде.

## Соревнования

### Одиночный разряд
Петра Квитова обыграла  Доминику Цибулкову со счётом 6-1, 6-1.
- Квитова выигрывает 1-й одиночный титул в сезоне и 18-й за карьеру в туре ассоциации.
- Цибулкова сыграла 5-й одиночный финал в сезоне и 16-й за карьеру в основном туре ассоциации.

### Парный разряд
Бетани Маттек-Сандс /  Луция Шафаржова обыграли  Саню Мирзу /  Барбору Стрыцову со счётом 6-1, 6-4.
- Маттек-Сандс выигрывает 4-й парный титул в сезоне и 21-й за карьеру в основном туре ассоциации.
- Шафаржова выигрывает 3-й парный титул в сезоне и 11-й за карьеру в основном туре ассоциации.